# Amílcar II
Amílcar (en griego antiguo: Ἀμίλχαρ, en latín: Hamilcar) fue un militar cartaginés que lideró las tropas púnicas en Sicilia en la tercera guerra siciliana (315-307 a. C.) cuando subió al poder Agatocles de Siracusa. Según Justino, era tío de Bomílcar.
En el año 319 a C, Agatocles fue condenado al exilio, y subió al poder Sosístrato. Pero, más tarde, Sosístrato también fue exiliado de la ciudad, y Agatocles contrató los servicios de un ejército mercenario de siracusanos y cartagineses que reunió en Murgantia. Con ese ejército, hizo la guerra a Siracusa para recuperar el poder en la ciudad. Para hacer frente a Agatocles, los siracusanos pidieron auxilio a los cartagineses, que enviaron a Amílcar con sus hombres en el 319 a. C.
Agatocles pidió a Amílcar que hiciese de mediador entre él y los siracusanos, y accedió, considerando que esto le permitiría consolidar la influencia cartaginesa sobre sus pretensiones en Sicilia. Para convencerle, Agatocles le prometió grandes favores con motivo del pacto, y Amílcar, en compensación, le dejó cinco mil mercenarios. De eso, Justino concluye que Amílcar tenía la intención de dar un golpe de Estado en Cartago y buscaba aliados, pero los historiadores modernos rechazan esta interpretación. Concluido el pacto, Agatocles recobró el poder en Siracusa, y Amílcar regresó a África.
Más tarde, Agatocles entró en guerra como tirano de Siracusa con otras polis de Sicilia (Acragas, Gela, Mesana, etc.) , y el 313 a. C., Amílcar volvió a hacer de mediador entre Agatocles y sus enemigos. De este modo, Amílcar confirmó la influencia cartaginesa en sus pretensiones de Hímera, Selinunte y Heraclea Minoa, pero los aliados cartagineses no lo consideraban suficiente, dado que querían huir del dominio de Agatocles. Por este motivo, denunciaron a Amílcar en Cartago de traicionar los intereses de la ciudad.
A pesar de que Polieno dice que regresó a África, el resto de autores están de acuerdo en que Amílcar murió repentinamente, y parece que esto le salvó de una muerte más cruel: desde la batalla del Crimiso, Cartago cambió su política en Sicilia, pasando de una actitud más expectativa a una más agresiva, y los pactos con Agatocles que Amílcar había llevado a cabo no se veían con buenos ojos. En cualquier caso, fue sustituido como jefe de las maniobras en Sicilia por Amílcar Giscón.
Hay historiadores modernos que han querido identificar este Amílcar con el Amílcar que treinta años atrás, había luchado contra Timoleón y había sido derrotado en la batalla del Crimiso.